# Бейтар (фортеця)
Бейта́р, Бета́р (івр. בֵּיתָר, ביתתר, בית תר — місто-фортеця в стародавній Юдеї. Розташовувався на юдейських горах, на північний захід від Єрусалиму. місце відоме як Хірбат аль-Яхуд (араб. Khirbet al-Yahud, що значить "руїни євреїв"), поруч із сучасним поселенням арабів Баттір. Ототожнюється з місцем останнього оплоту повстання Бар-Кохби.

## Падіння Бейтара
Після трьох з половиною років облоги фортеці, римляни, за підказкою самаритян, знайшли таємну дорогу до фортеці і несподівано з'явилися в місті.
Фортеця пала 9-го ава — в день руйнування Храму. Коли фортеця потрапила в руки римських солдатів, вони влаштували в місті різанину, перебивши (згідно з деякими джерелами) 600 тисяч осіб. Ті що залишилися в живих були продані в рабство на ринках Юдеї і Єгипту.

## Спадщина

### Юдейська релігія
Четверте благословення, яке в Ізраїль промовляють у Благословенні після їжі, воно встановлено мудрецями Ізраїлю в знак вшанування померлих у Бейтарі, які, хоча і не мали належного поховання, але їхні тіла не розкладалися і, згодом нарешті, були поховані.